# Lorraine Coghlan
Lorraine Coghlan Robinson, avstralska tenisačica, * 23. september 1937, Viktorija, Avstralija.
V posamični konkurenci je največji uspeh dosegla leta 1958, ko se je uvrstila v finale turnirja za Prvenstvo Avstralije, kjer jo je v dveh nizih premagala Angela Mortimer Barrett. Na turnirjih za Amatersko prvenstvo Francije se je najdlje uvrstila v četrti krog leta 1958, kot tudi na turnirjih za Prvenstvo Anglije istega leta, na turnirjih za Nacionalno prvenstvo ZDA pa v drugi krog istega leta. V konkurenci ženskih dvojic se je štirikrat uvrstila v finale turnirjev za Prvenstvo Avstralije. V konkurenci mešanih dvojic je skupaj z Bobom Howejem leta 1958 osvojila turnir za Prvenstvo Anglije in se uvrstila v finale turnirja za Amatersko prvenstvo Francije.

## Finali Grand Slamov

### Posamično (1)

#### Porazi (1)
| Leto | Turnir               | Nasprotnica v finalu    | Rezultat finala |
| 1958 | Prvenstvo Avstralije | Angela Mortimer Barrett | 3–6, 4–6        |

### Ženske dvojice (4)

#### Porazi (4)
| Leto | Turnir                   | Partnerica          | Nasprotnici v finalu                | Rezultat finala |
| 1958 | Prvenstvo Avstralije     | Angela Mortimer     | Mary Bevis Hawton Thelma Coyne Long | 5–7, 8–6, 2–6   |
| 1959 | Prvenstvo Avstralije (2) | Mary Carter Reitano | Renée Schuurman Sandra Reynolds     | 5–7, 4–6        |
| 1960 | Prvenstvo Avstralije (3) | Margaret Smith      | Maria Bueno Christine Truman        | 2–6, 7–5, 2–6   |
| 1967 | Prvenstvo Avstralije (4) | Évelyne Terras      | Lesley Turner Bowrey Judy Tegart    | 0–6, 2–6        |

### Mešane dvojice (2)

#### Zmage (1)
| Leto | Turnir            | Partner  | Nasprotnika v finalu       | Rezultat finala |
| 1958 | Prvenstvo Anglije | Bob Howe | Althea Gibson Kurt Nielsen | 6–3, 13–11      |

#### Porazi (1)
| Leto | Turnir                       | Partner  | Nasprotnika v finalu               | Rezultat finala |
| 1958 | Amatersko prvenstvo Francije | Bob Howe | Shirley Bloomer Nicola Pietrangeli | 6–8, 2–6        |